# Ancona trolibuszvonal-hálózata
Ancona trolibuszvonal-hálózata (olasz nyelven: Rete filoviaria di Ancona) Olaszország Ancona városában található. Összesen egy vonalból áll, a hálózat teljes hossza 10 km. Jelenlegi üzemeltetője a Conerobus.
Az áramellátás felsővezetékről történik, a feszültség 750 V egyenáram. 
A forgalom 1949-ben indult el.

## Útvonalak
- 1/4 Piazza IV Novembre - Tavernelle